# Baby Mine (Lied)
Baby Mine (deutsch: Liebes Kind) ist ein Lied, das von Frank Churchill (Komposition) und Ned Washington (Text) für den Zeichentrickfilm Dumbo aus dem Jahr 1941 geschrieben wurde. Gesungen wird es im Soundtrack von Betty Noyes, während die Tiere im Zirkus langsam einschlafen und der kleine Elefant Dumbo Abschied von seiner Elefantenmama nimmt. Der Film erhielt einen Oscar in der Kategorie „Beste Filmmusik“.
1942 war Baby Mine in der Kategorie „Bester Song“ für einen Oscar nominiert. Die Auszeichnung ging jedoch an Jerome Kern und Oscar Hammerstein II für ihr Lied The Last Time I Saw Paris aus dem Filmmusical Lady Be Good.

## Coverversionen
Bereits 1941 nahmen auch Les Brown (Okeh 6500), Claude Thornhill,. Glenn Miller und Bea Wain den Song auf Bette Midler sang Baby Mine 1988 in dem Filmdrama Freundinnen als C.C., während sie Hillary (Barbara Hershey) hilft, ihr Baby auf die Welt zu bringen. Auch Alison Krauss coverte den Song, ebenso wie Brian Wilson von den Beach Boys, der das Lied in sein Programm aufnahm (Album In the Key of Disney). Des Weiteren interpretierte der britische Musical-Sänger Michael Crawford Baby Mine (The Disney Album).
Das Lied ist nicht mit dem gleichnamigen Song von Raymond A. Browne und Leo Friedman aus dem Jahr 1901 zu verwechseln.